# Fisica delle particelle

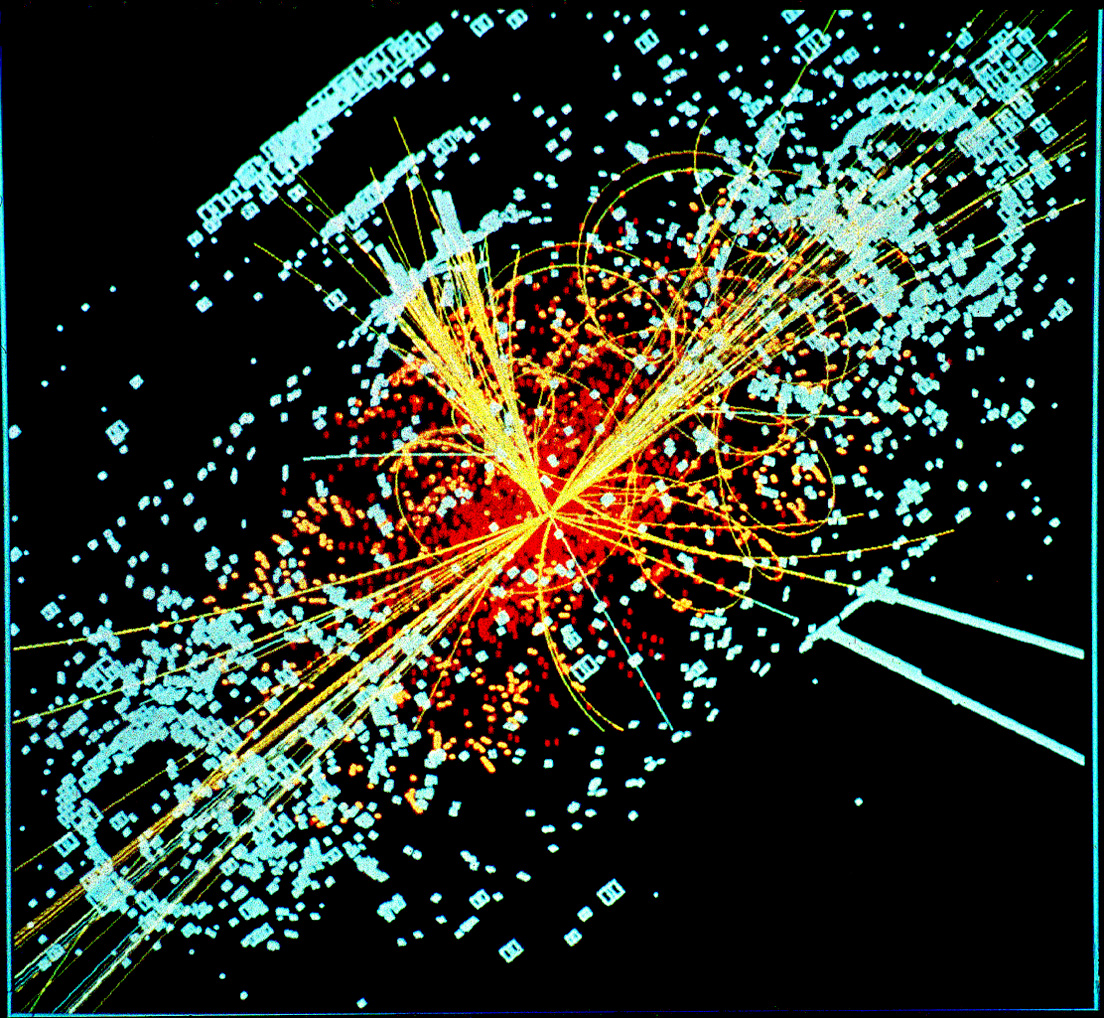
Evento simulato di produzione del bosone di Higgs in interazione tra protoni a 14 TeV nell'esperimento CMS ad LHC

La fisica delle particelle è la branca della fisica moderna che studia i costituenti e le interazioni fondamentali della materia e della radiazione dal punto di vista teorico e sperimentale. Talvolta viene anche usata l'espressione fisica delle alte energie, facendo riferimento agli studi delle particelle create negli acceleratori ad altissima energia e non presenti in natura in condizioni ordinarie: tali esperimenti hanno permesso di verificare nuove teorie e dato un importante spunto per sviluppare nuovi modelli in fisica teorica.
La fisica delle particelle ha soppiantato il termine "fisica subnucleare" poiché quest'ultima si riferiva allo studio di particelle interne al nucleo, mentre oggi la maggior parte delle particelle note non sono costituenti nucleari.

## Storia
L'idea che la materia sia composta da particelle elementari data quanto meno al VI secolo a.C. e nasce in ambito filosofico-materialista. La dottrina filosofica dell'"atomismo" era studiata da filosofi dell'antica Grecia quali Leucippo, Democrito ed Epicuro. Anche se già Isaac Newton nel XVII secolo pensava che la materia fosse composta da particelle, fu John Dalton che nel 1802 sostenne formalmente che la materia era composta da piccoli atomi.
La prima tavola periodica di Dmitri Mendeleev, del 1869 contribuì a cementare questa visione, prevalente per tutto il XIX secolo. Il lavoro di Joseph John Thomson stabilì che gli atomi erano composti da elettroni leggeri e protoni massicci. Ernest Rutherford stabilì che i protoni erano concentrati in un nucleo compatto. Il nucleo era inizialmente ritenuto essere composto da protoni ed elettroni confinati (al fine di poter spiegare la differenza tra la carica elettrica e il peso atomico), ma fu in seguito scoperto essere composto da un nucleo di protoni e neutroni e da elettroni che vi orbitano attorno.
Negli anni cinquanta e sessanta si svilupparono macchine in grado di produrre e rivelare un'incredibile varietà di particelle. Si faceva riferimento a queste come allo "zoo delle particelle". Questo termine venne abbandonato dopo la formulazione del modello standard, durante gli anni settanta, nel quale questo grande numero di particelle venne spiegato in termini della combinazione di un numero (relativamente) piccolo di particelle fondamentali.

## Descrizione

### Concetto di particella in fisica moderna

Modello standard

In senso stretto, il termine particella inteso come oggetto puntiforme non rappresenta completamente tutte le caratteristiche che sono proprie del comportamento dei costituenti elementari della materia e della radiazione ad alte energie o piccole distanze. Le teorie studiate dalla fisica delle particelle seguono i principi della meccanica quantistica e della teoria quantistica dei campi. In base alla dualità onda-corpuscolo, gli elettroni manifestano comportamenti da particella in determinate condizioni sperimentali e comportamenti da onda in altre. Matematicamente le particelle elementari non sono descritte né come onde né come particelle, ma come un vettore di stato di uno spazio di Hilbert, chiamato funzione d'onda. Seguendo le convenzioni dei fisici delle particelle, useremo "particelle elementari", per riferirci a elettroni e fotoni, ben sapendo che queste "particelle" mostrano anche proprietà ondulatorie.

### Rivelazione di particelle: urti e acceleratori

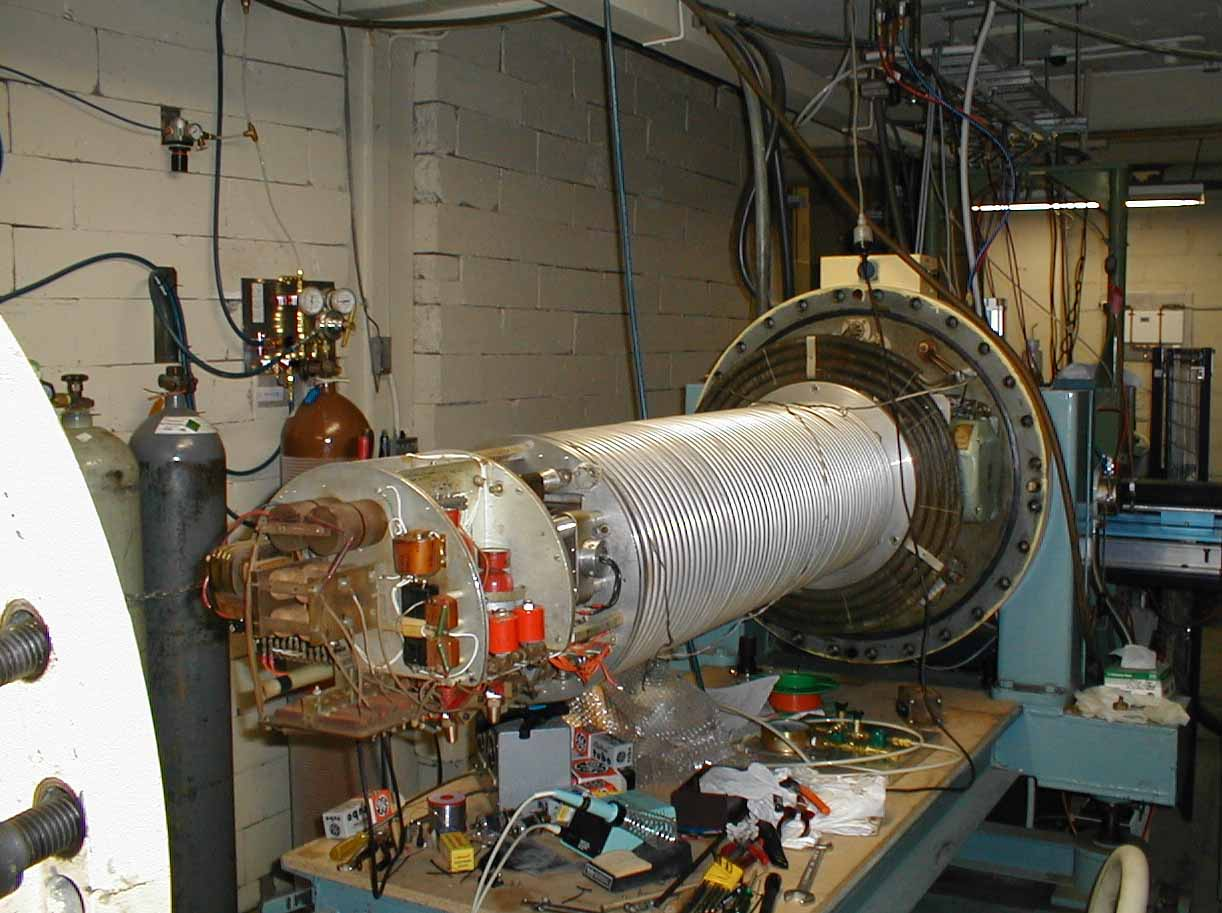
Acceleratore di particelle

Il principio fisico per lo studio di nuove particelle è quello semplice degli urti ad elevata energia: facendo collidere tra di loro particelle ad alta energia cinetica, ovvero a velocità prossime alla velocità della luce, il prodotto (sintesi) può essere, per l'equivalenza tra massa ed energia, una nuova particella a massa superiore che eventualmente decade in altre particelle figlie. Dall'analisi di tali decadimenti è possibile risalire alle caratteristiche della particella madre.
In generale sono possibili due modi per rilevare nuove particelle subatomiche che fanno comunque ricorso a rivelatori di particelle:
- rivelatori passivi a terra (es. camera a nebbia e camera a bolle) che sfruttano le collisioni naturali ad alta energia tra i raggi cosmici ad alta energia e l'atmosfera terrestre rilevandone i prodotti ovvero i decadimenti oppure posti in orbita su un satellite artificiale: questa è l'ottica in cui si muove l'astrofisica particellare. Queste collisioni sono però poco frequenti rispetto a quelle producibili in laboratorio tramite acceleratori di particelle, ma hanno il vantaggio di avere a disposizione altissime energie naturalmente.
- uso di acceleratori di particelle cariche per produrre fasci di particelle ad alta energia, fatti poi collidere tra loro rilevandone i prodotti in appositi rivelatori (collisioni artificiali). In questo caso il vantaggio sta nella luminosità e nella frequenza di collisione, che è maggiore e più controllabile.

### Modello Standard

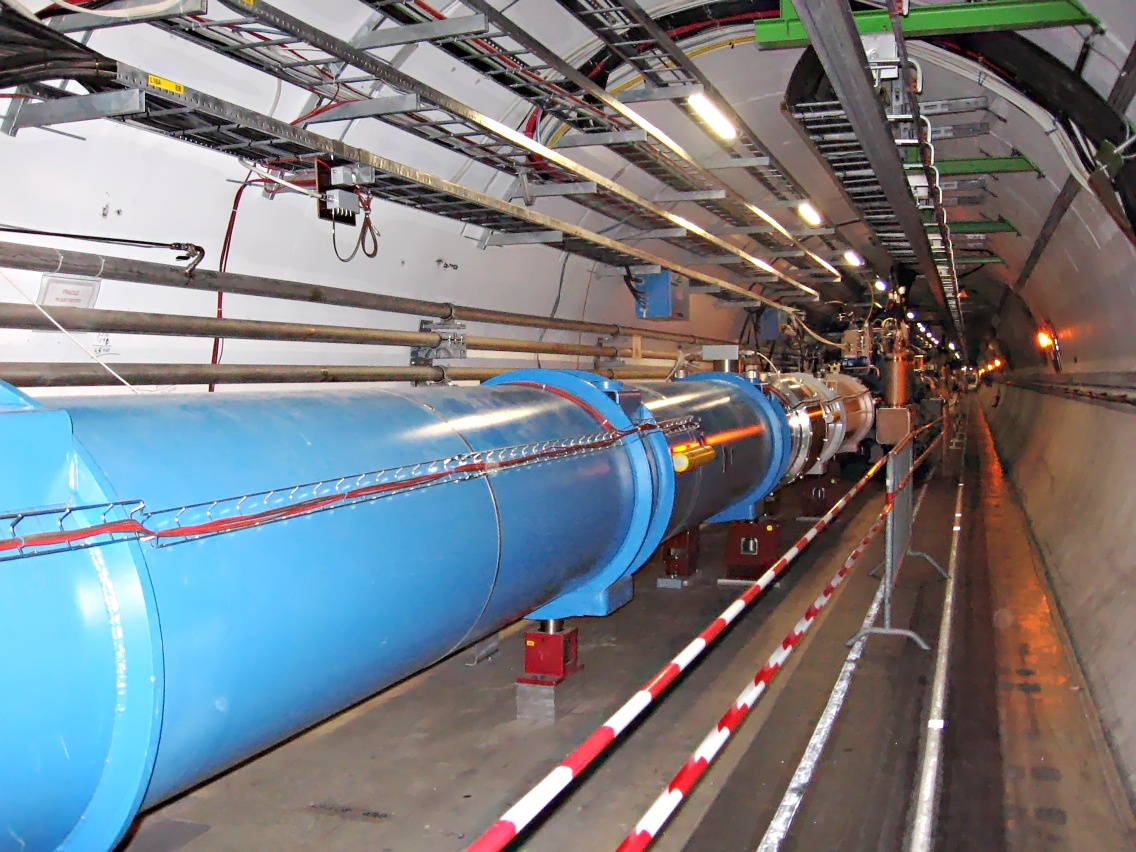
l'LHC al CERN

Le particelle osservate e le loro interazioni possono essere descritte in buona approssimazione da una teoria quantistica dei campi chiamata Modello Standard che viene spesso considerata come la maggior conquista della fisica delle particelle teorica conseguita e che rappresenta anche l'attuale classificazione delle particelle conosciute.
Il modello descrive tutti i costituenti della materia fisica e tutte le interazioni fondamentali note, ad eccezione della gravità, ed ha avuto straordinarie verifiche sperimentali con la previsione di particelle effettivamente scoperte fin dagli anni sessanta. Le previsioni del modello standard sono state accuratamente verificate da tutti gli esperimenti realizzati, in particolare con le misure di precisione effettuate al LEP del CERN.
In particolare esso descrive la forza nucleare forte, la forza nucleare debole e l'elettromagnetismo (tre delle quattro forze fondamentali) attraverso dei bosoni mediatori, conosciuti come bosoni di gauge. I bosoni di gauge sono: fotoni, bosoni W-, bosoni W+, bosoni Z e gluoni. Il modello contiene inoltre 24 particelle fondamentali, che sono i costituenti della materia. Infine, prevede l'esistenza di un tipo di particella scalare conosciuta come bosone di Higgs, per anni teorizzata dai fisici e scoperta infine nel 2012 negli esperimenti del Large Hadron Collider.
Il Modello Standard rappresenta un esempio di unificazione delle interazioni fondamentali: come le equazioni di Maxwell hanno permesso di unificare le interazioni elettriche e magnetiche in un'unica interazione elettromagnetica, nel Modello Standard le interazioni elettromagnetiche e deboli sono unificate in un'unica interazione elettrodebole.

Materia oscura

Molti fisici delle particelle ritengono tuttavia che tale Modello rappresenti in realtà una descrizione incompleta della natura fisica e che una teoria ancor più fondamentale attenda ancora di essere scoperta ed elaborata. Infatti il Modello Standard non fornisce l'unificazione dell'interazione forte con quella elettrodebole (teoria della grande unificazione) e non è in grado di comprendere la gravità (teoria del Tutto), la cui trattazione in relatività generale non è compatibile con la meccanica quantistica. Inoltre il Modello Standard non fornisce alcuna spiegazione per l'asimmetria barionica, cioè non è in grado di spiegare la quasi totale assenza di antimateria nell'universo. Infine, la materia oscura non può essere costituita da nessuna particella descritta dal modello standard.
Ulteriori sviluppi dovranno quindi comprendere una teorica quantistica della gravitazione per l'unificazione definitiva delle tre forze citate anche con la gravità: la relatività generale si basa infatti sul modello "classico" di spaziotempo continuo in cui il valore del campo gravitazionale può assumere un valore arbitrariamente piccolo. Essa è dunque incompatibile col modello standard dove l'intensità dei campi dipende dalle particelle coinvolte e assume perciò solo determinati valori.
Ciononostante per circa trent'anni il modello standard ha fornito risultati compatibili con le evidenze sperimentali; solo ultimamente alcune osservazioni astronomiche sulla materia oscura e sullo spostamento verso il rosso dei quasar più lontani insieme ad alcuni risultati sperimentali sulla massa del neutrino e sulla misura del momento magnetico del muone hanno introdotto il dubbio che non si tratti di un modello completo.

### La fisica delle particelle e l'universo

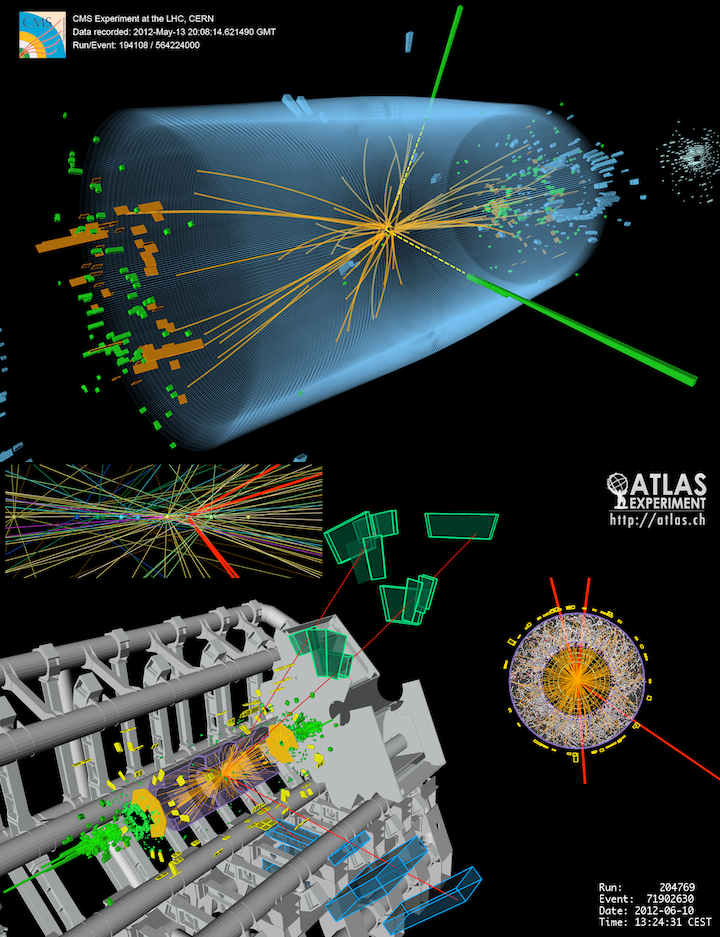
Schema di rilevazione del bosone di Higgs nel rilevatore ATLAS

La Fisica delle Particelle, ovvero la fisica dell'infinitamente piccolo, è strettamente correlata con la Cosmologia, ovvero la fisica dell'infinitamente grande, in quanto le densità di energie in gioco nella Fisica delle Alte Energie (ad. es. negli acceleratori) sono paragonabili a quelle che erano presenti nell'Universo primordiale, potendone così studiare le caratteristiche fisiche in termini di particelle e interazioni. Così molte tra le domande principali che si pone la fisica delle particelle hanno anche interesse per comprendere meglio l'universo, le sue origini e il suo destino.
Tra queste:
- Il bosone di Higgs, è l'unica particella fondamentale priva di spin prevista dal Modello Standard: a mezzo dell'omonimo campo genera la massa di tutte le altre particelle sin dai primi istanti di vita dell'Universo. È stata scoperta nel 2012 dagli esperimenti ATLAS e CMS, nel tunnel circolare lungo 27 chilometri del Large Hadron Collider
- L'asimmetria tra materia ed antimateria (violazione di CP) studiata in diversi esperimenti di fisica delle particelle potrebbe fornire informazioni utili a comprendere perché l'Universo si è evoluto, a partire dal Big Bang, in modo tale che vi sia presente quasi esclusivamente materia e non antimateria.
- La materia oscura presente nell'universo, la cui origine è ignota, potrebbe essere spiegata con la presenza di nuovi tipi di particelle che potrebbero essere prodotte in laboratorio (per esempio all'LHC) o studiando la radiazione e le particelle provenienti da corpi celesti. Cosmologi e astronomi hanno accumulato un'enorme evidenza sperimentale in favore dell'esistenza della materia oscura studiandone i suoi effetti gravitazionali. Al contrario, l'LHC non ha osservato particelle che possano spiegarla, perlomeno alle energie attualmente raggiungibili dagli acceleratori. L'origine della materia oscura rimane pertanto un mistero irrisolto a cavallo tra fisica delle particelle e cosmologia.
- L'universo su grande scala è accelerato da una forza di cui non si conosce l'origine. Nell'ambito della cosmologia, questo fenomeno è descritto dall'energia oscura. Il Modello Standard non fornisce alcuna spiegazione sull'origine della materia e dell'energia oscura ma la ricerca di una teoria più avanzata del Modello Standard è oggi ispirata dalla necessità di riconciliare la fisica delle particelle elementari con l'evoluzione dell'universo
- Non esiste al momento una descrizione della gravitazione coerente con la meccanica quantistica. Questa descrizione è essenziale per comprendere il Big Bang e i fenomeni astrofisici dove i campi gravitazionali sono molto intensi, primi tra tutti i buchi neri. L'osservazione delle onde gravitazionali nel 2019 ha creato una connessione diretta tra le ricerche di fisica delle particelle e quelle di astronomia, permettendo di osservare i corpi celesti attraverso le onde elettromagnetiche prodotte, i neutrini, le particelle cariche e le onde gravitazionali. Questo nuovo campo di ricerca è detto astronomia multimessaggera[3][4].

## Ricerca scientifica

### Centri di ricerca

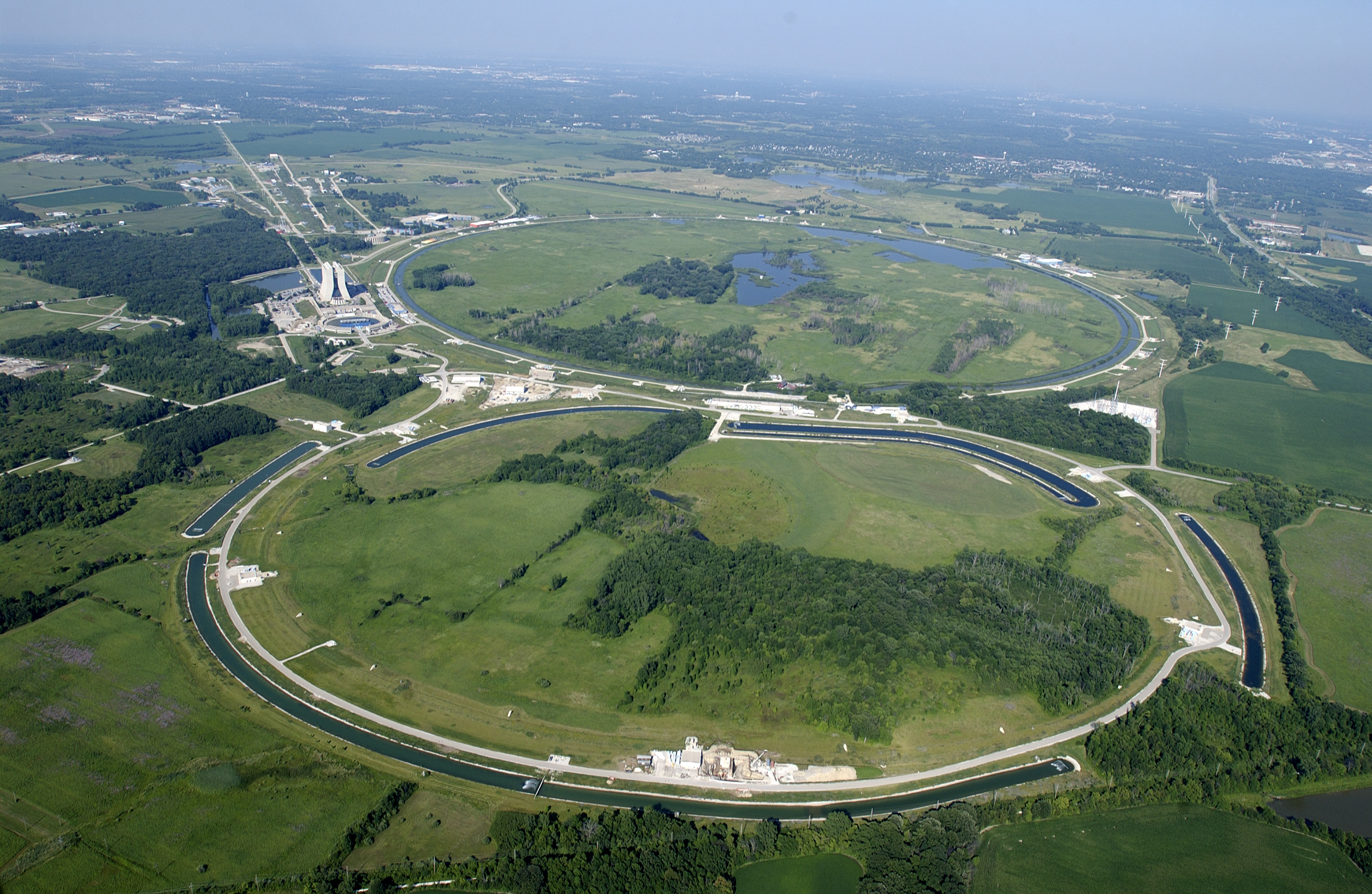
L'acceleratore tevatron al Fermilab

Nel campo della fisica delle particelle, i maggiori centri sperimentali di ricerca sono:
- il CERN, posto sul confine franco-svizzero vicino a Ginevra. Dove era installato il Large Electron-Positron Collider (LEP), ora smantellato e sostituito dal Large Hadron Collider (LHC).
- Il DESY, situato ad Amburgo in Germania, che ospita l'HERA, che collide elettroni o positroni con protoni.
- Lo SLAC, a Stanford in California (Stati Uniti), che ospita il PEP-II, che collide elettroni e positroni.
- Il Fermilab, di Chicago, USA, con il Tevatron, che collide protoni ed antiprotoni.
- Il Brookhaven National Laboratory, di Long Island, dove si trova il Relativistic Heavy Ion Collider, che collide ioni pesanti (come gli ioni d'oro) con dei protoni.
- I Laboratori nazionali di Frascati dell'INFN in Italia, dove ha sede DAFNE, l'acceleratore per la collisione di elettroni e positroni.
- I Laboratori nazionali del Gran Sasso, i più grandi laboratori sotterranei al mondo, usati soprattutto per la rilevazione di particelle di origine astronomica tra cui i neutrini.

Oltre a questi, esistono molti altri laboratori nazionali e internazionali, che ospitano uno o più acceleratori di particelle.

### In Italia
L'Italia svolge un ruolo di primo piano nella fisica delle particelle partecipando con posizioni di responsabilità importanti alla realizzazione ed alle ricerche che si effettuano nei più importanti progetti di fisica delle particelle. Le ricerche in questo settore sono finanziate in Italia in gran parte dall'Istituto nazionale di fisica nucleare (INFN) che collabora con decine di dipartimenti di fisica delle diverse università italiane.
Nel 1984 l'italiano Carlo Rubbia ha ricevuto il premio Nobel per la fisica per la conferma sperimentale dei bosoni W e Z al CERN di Ginevra.
L'Italia è uno stato membro fondatore del CERN, e per tre volte ha avuto la direzione generale del laboratorio ( Edoardo Amaldi, dal 1952 al 1954, Carlo Rubbia, dal 1989 al 1993, Fabiola Gianotti dal 2015).

### Finanziamento internazionale dei grandi progetti

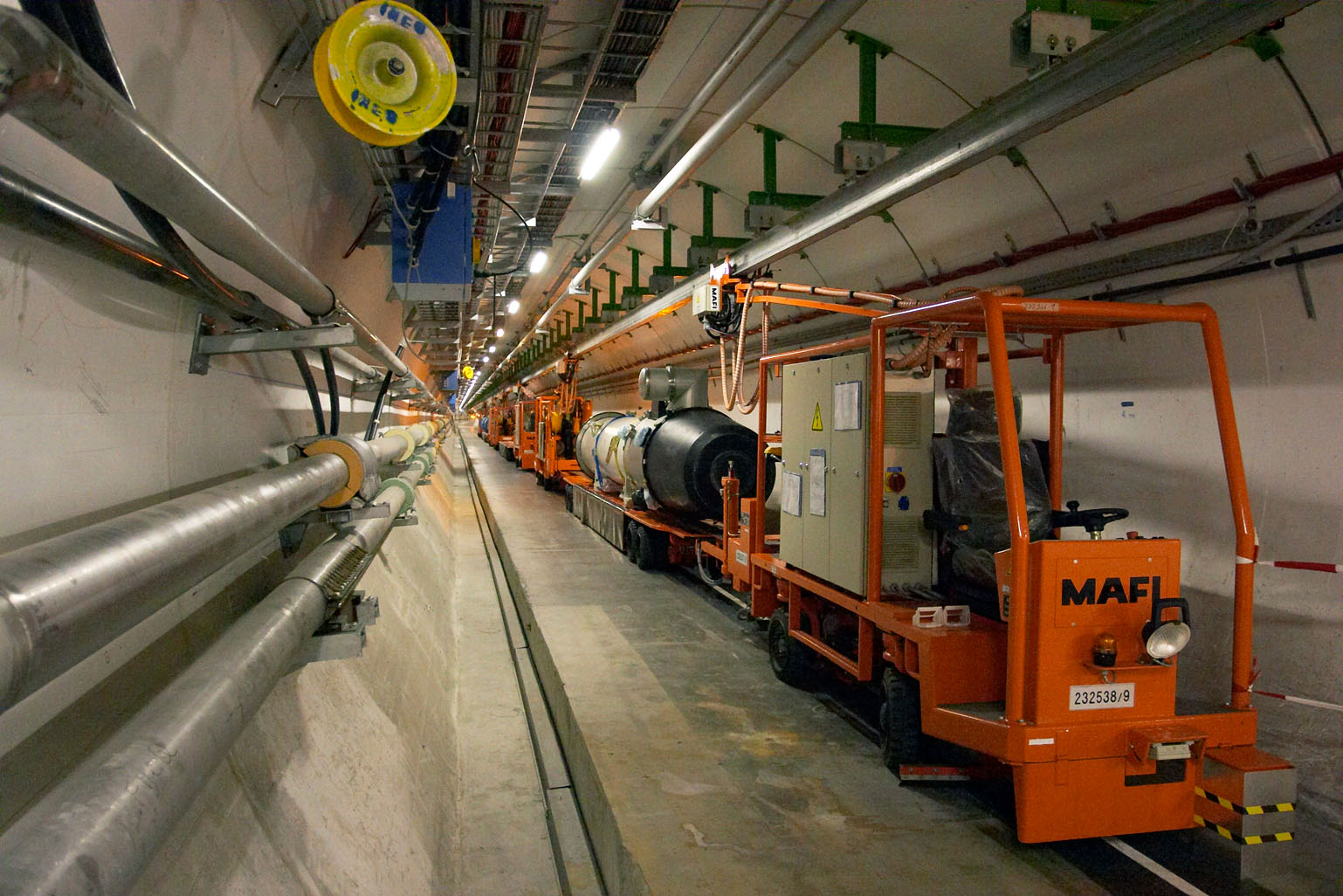
L'interno del tunnel LHC, dove sono stati installati magneti superconduttori

La fisica delle particelle sta investigando, nel corso degli anni, fenomeni che avvengono ad energie sempre più grandi. Per fare questo con gli acceleratori sono necessarie apparecchiature sempre più complesse e di grandi dimensioni. Il progetto più grande, in fase di conclusione al CERN, è l'acceleratore LHC, il cui costo raggiunge diversi miliardi di euro. Anche se questa spesa viene distribuita durante un arco di tempo di oltre un decennio, necessario alla sua realizzazione, la fattibilità di progetti di tali dimensioni è possibile solo grazie al contributo finanziario di decine di nazioni.
I paesi finanziatori hanno dimostrato in diversi casi di essere attenti alla spesa per i grandi progetti di ricerca. Ad esempio, nel 1993, il congresso degli Stati Uniti fermò la costruzione del Superconducting Super Collider, dopo che erano già stati investiti 2 miliardi di dollari. Questo acceleratore, infatti, avrebbe costituito un "doppione" rispetto ad LHC, e, sebbene avrebbe consentito di raggiungere energie maggiori di LHC, quest'ultimo ha potuto riutilizzare tutti i lavori di ingegneria civile del precedente acceleratore LEP, realizzato in un tunnel sotterraneo lungo 27 km.

### Ricadute tecnologiche

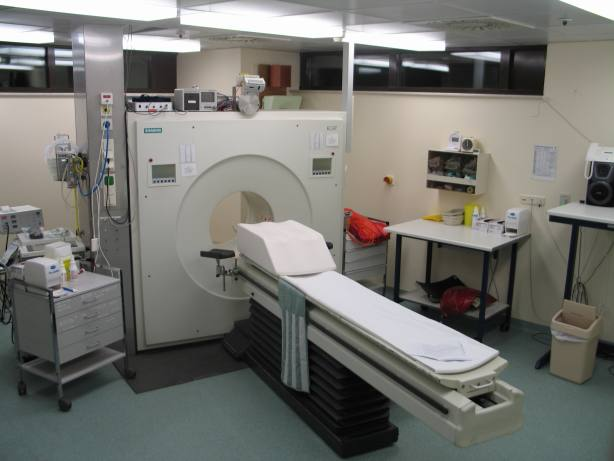
Macchinario per tomografia ad emissione di positroni

Le spese pubbliche per finanziare i grandi progetti di ricerca hanno comunque spesso ricadute tecnologiche positive di rilievo anche in settori diversi da quelli che le attività di ricerca hanno come finalità principale.
Tra le applicazioni che sono nate dall'ambiente di ricerca della fisica delle particelle vi sono:
- il World Wide Web, nato al CERN per migliorare gli strumenti di comunicazione scientifica, il protocollo HTTP ed il linguaggio HTML;
- rivelatori di particelle utilizzati per diagnostica medica;[5]
- l'adroterapia, che dovrebbe curare il cancro attraverso l'uso di acceleratori. Grazie alla possibilità di controllare con precisione l'energia e la localizzazione delle particelle accelerate, è possibile depositare dosi di radiazione in maniera controllata per distruggere le cellule cancerose senza danneggiare i tessuti circostanti;
- la tomografia a emissione di positroni, o PET, uno strumento di diagnostica medica che utilizza l'antimateria.